# Godfried II van Lotharingen
Godfried II van Neder-Lotharingen met de Baard (ca. 1010 - Verdun, 24 december 1069) was de oudste zoon van Gozelo I van Verdun, hertog van Lotharingen en heerser van meerdere andere bezittingen. 

## Geschiedenis
Onder zijn vader was hij graaf van Verdun. In 1044 overleed zijn vader en Godfried werd door de keizer tot hertog benoemd over slechts een deel van het grondgebied dat zijn vader bestuurde, dat van Opper-Lotharingen. De leenheer, Keizer Hendrik III, vond het niet raadzaam om Godfried het bestuur over geheel Lotharingen te geven en hij wees het andere deel, Neder-Lotharingen, toe aan Godfrieds jongere broer Gozelo II, die zo hertog van Neder-Lotharingen werd. In 1044/1045 probeerde Godfried Neder-Lotharingen op zijn broer te veroveren, maar dit mislukte. Hij werd gevangengezet in Giebichenstein. Later hernieuwde hij zijn eed van trouw aan de keizer en gaf een nu niet meer bekende zoon als gijzelaar.
Wanneer de zoon in gevangenschap sterft, neemt Godfried opnieuw de wapens op. Ditmaal kreeg hij steun van Boudewijn V van Vlaanderen en Dirk IV van Holland. In 1047 ontnam de keizer rebel Godfried de rijkslenen, Verdun gaf hij in leen aan de plaatselijke bisschop, Neder-Lotharingen aan Adalbert. Daarop ging Godfried weer in de aanval en verwoestte de stad. Twee jaar later doodde Godfried zijn plaatsvervanger in Lotharingen,  Adalbert van Lotharingen, maar zijn poging om de Moezel-regio te veroveren mislukte. Paus Leo IX, afkomstig uit Opper-Lotharingen, wist in 1049 een vrede te bemiddelen en Godfried verbond zich ertoe om de kathedraal van Verdun weer op te bouwen.
In 1053 hertrouwde Godfried met Beatrix van Toscane, weduwe van markgraaf Bonifatius III van Toscane. In reactie nam Hendrik III Beatrix en haar zoon gevangen. Daarop nam Godfried het bestuur van Toscane en de grote bezittingen van zijn vrouw in de Povlakte en Emilia-Romagna, op zich. 
In 1054 kwam Boudewijn van Vlaanderen opnieuw in opstand tegen Hendrik, maar dankzij de afzijdigheid van Godfried kon deze worden verslagen te Doornik. In 1055 zou Boudewijn Antwerpen belegerd hebben, maar de Lotharingse overmacht was te groot. 
In 1056 (na de dood van Hendrik III) sloot Boudewijn vrede met het keizerrijk. Boudewijn verwierf later omvangrijke gebieden in Neder-Lotharingen: de mark Ename kreeg hij in leen omstreeks 1062/1063. Godfried verwierf de graafschappen Pisa en Ancona en hij werd keizerlijk stadhouder in Italië.
In 1057 was Godfried aanvankelijk nog een medestander van de keizer, doch later toch verbannen naar Toscane. Zijn broer was inmiddels tot paus benoemd (paus Stefanus IX (X)) en samen domineerden ze de politiek van Noord- en Midden-Italië. Van zijn broer kreeg hij het hertogdom Spoleto in leen. Paus Stefanus overleed in 1058 en Godfried steunde zijn opvolger paus Nicolaas II tegen tegenpaus Benedictus X, die hij door soldaten uit het Lateraanse paleis liet verdrijven. Godfried bemiddelde in een conflict tussen de adel van Sardinië en de stad Pisa, en wist een leger van Italiaanse Normandiërs te verslaan dat op weg was naar Rome.
Na de dood van Hendrik III in 1056 keerde Godfried weer terug naar Lotharingen. In 1062 sloot hij zich aan bij de ontvoering van de minderjarige koning Hendrik IV. Deze ontvoering maakte deel uit van een machtsgreep van de rijksgroten tegen het corrupte bewind van Hendriks moeder Agnes van Poitou (1024-1077) als regentes. Agnes gaf na dit incident haar functie als regentes op. 
Na de dood van Frederik van Luxemburg in 1065 werd Godfried benoemd tot hertog van Neder-Lotharingen. In 1066 was hij aanvoerder van de fractie die bisschop Adalbert van Bremen afzette als mede-voogd over Hendrik IV. Godfried trok zich in 1069 terug in Verdun wegens slechte gezondheid en stierf daar nog in hetzelfde jaar. Hij werd begraven in de Notre-Dame van Verdun.

## Huwelijk en kinderen
Godfried huwde tweemaal. Uit zijn eerste huwelijk met Oda (Goda) 'van Munsterbilzen', begraven in de abdij van Munsterbilzen), werden geboren:
- mogelijk een dochter Judith, die zou zijn getrouwd met Manasses III van Rethel
- Godfried III 'met de Bult' (1045-1076), huwde met Mathilde van Toscane
- een onbekende zoon, gijzelaar aan het hof van Hendrik III
- Ida van Neder-Lotharingen (1032-1113), die huwde met Eustatius II van Boulogne
  - ouders van o.m. Godfried van Bouillon
- Wiltrudis, gehuwd met Adalbert van Calw
  - ouders van Godfried van Calw

Zijn tweede huwelijk met Beatrix van Toscane bleef kinderloos.

## Voorouders
| Voorouders van Godfried II van Neder-Lotharingen | Voorouders van Godfried II van Neder-Lotharingen                     | Voorouders van Godfried II van Neder-Lotharingen                     | Voorouders van Godfried II van Neder-Lotharingen                     | Voorouders van Godfried II van Neder-Lotharingen                     | Voorouders van Godfried II van Neder-Lotharingen | Voorouders van Godfried II van Neder-Lotharingen | Voorouders van Godfried II van Neder-Lotharingen | Voorouders van Godfried II van Neder-Lotharingen |
| ------------------------------------------------ | -------------------------------------------------------------------- | -------------------------------------------------------------------- | -------------------------------------------------------------------- | -------------------------------------------------------------------- | ------------------------------------------------ | ------------------------------------------------ | ------------------------------------------------ | ------------------------------------------------ |
| Overgrootouders                                  | Gozelo (911–943) ∞ Uda van Metz (910-963)                            | Gozelo (911–943) ∞ Uda van Metz (910-963)                            | Herman Billung (±900–973) ∞ Hildegarde van Westerburg (?–?)          | Herman Billung (±900–973) ∞ Hildegarde van Westerburg (?–?)          | ? (-) ∞ ? (–)                                    | ? (-) ∞ ? (–)                                    | ? (-) ∞ ? (-)                                    | ? (-) ∞ ? (-)                                    |
| Grootouders                                      | Godfried van Verdun (±930–1002) ∞ 963 Mathilde van Saksen (942-1008) | Godfried van Verdun (±930–1002) ∞ 963 Mathilde van Saksen (942-1008) | Godfried van Verdun (±930–1002) ∞ 963 Mathilde van Saksen (942-1008) | Godfried van Verdun (±930–1002) ∞ 963 Mathilde van Saksen (942-1008) | ? (-) ∞ ? (–)                                    | ? (-) ∞ ? (–)                                    | ? (-) ∞ ? (–)                                    | ? (-) ∞ ? (–)                                    |
| Ouders                                           | Gozelo I van Verdun (963/970-1044) ∞ ? (-)                           | Gozelo I van Verdun (963/970-1044) ∞ ? (-)                           | Gozelo I van Verdun (963/970-1044) ∞ ? (-)                           | Gozelo I van Verdun (963/970-1044) ∞ ? (-)                           | Gozelo I van Verdun (963/970-1044) ∞ ? (-)       | Gozelo I van Verdun (963/970-1044) ∞ ? (-)       | Gozelo I van Verdun (963/970-1044) ∞ ? (-)       | Gozelo I van Verdun (963/970-1044) ∞ ? (-)       |
| Godfried II van Neder-Lotharingen (ca.1010-1069) |                                                                      |                                                                      |                                                                      |                                                                      |                                                  |                                                  |                                                  |                                                  |

- Gemeinsame Normdatei: 120846756
- Virtual International Authority File: 54988889